# Trignac
Trignac is een gemeente in het Franse departement Loire-Atlantique (regio Pays de la Loire). De plaats maakt deel uit van het arrondissement Saint-Nazaire. Trignac telde op 1 januari 2022 8.234 inwoners.
Trignac werd in 1914 een zelfstandige gemeente; voordien behoorde het tot Montoir-de-Bretagne.

## Geografie
De oppervlakte van Trignac bedroeg op 1 januari 2022 14,38 vierkante kilometer; de bevolkingsdichtheid was toen 572,6 inwoners per km². De gemeente ligt in de Brière. De Brivet stroomt door de gemeente, kort voor zijn monding in het estuarium van de Loire.

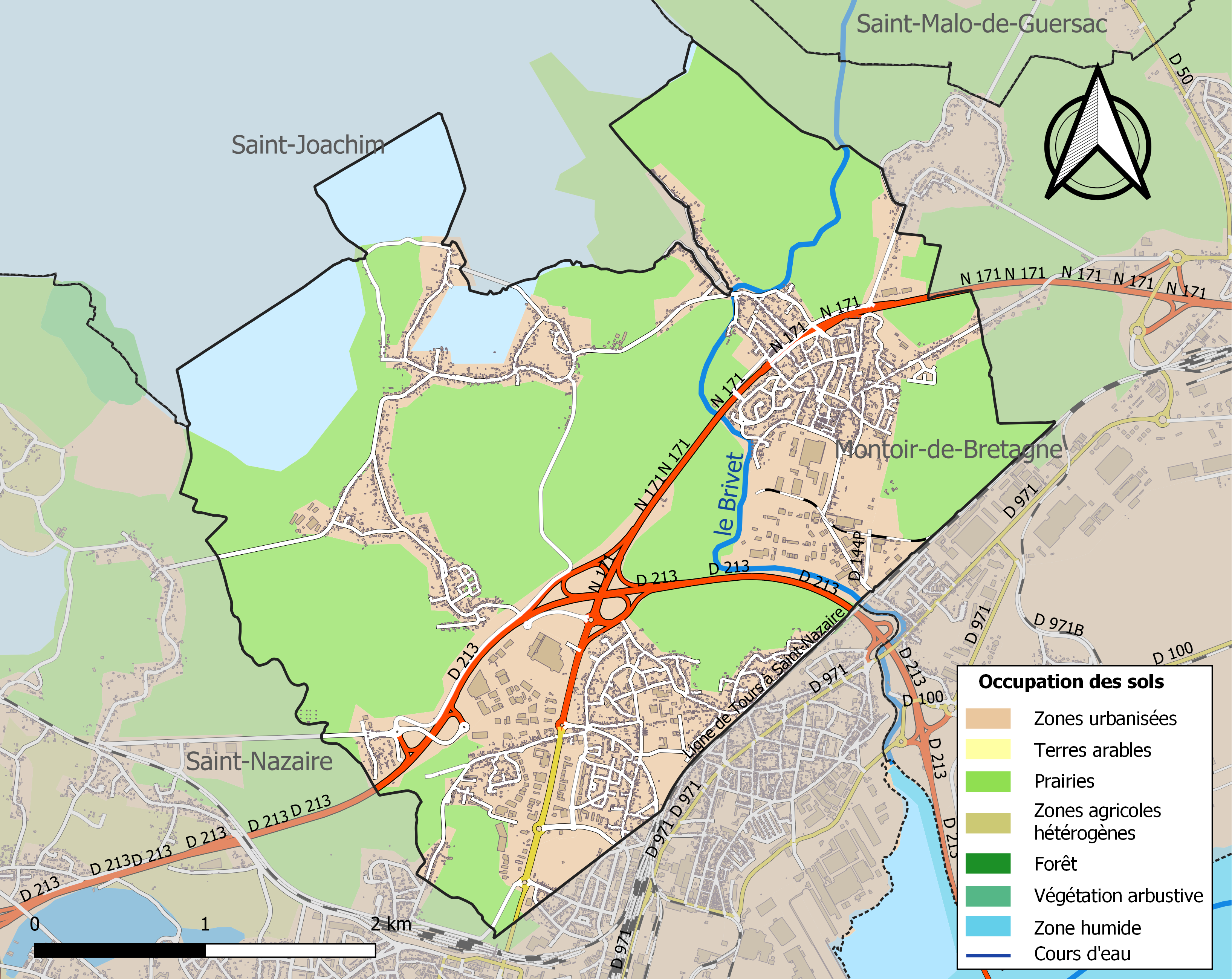
Kaart van de gemeente met de belangrijkste infrastructuur, bodemgebruik en omliggende gemeenten

## Demografie
Onderstaande figuur toont het verloop van het inwonertal (bron: INSEE-tellingen).